# Hundred More Years
Hundred More Years è il terzo album della cantante di musica cristiana contemporanea statunitense Francesca Battistelli, pubblicato il 1º marzo 2011 dall'etichetta discografica Fervent Records. Ha raggiunto la sedicesima posizione della classifica statunitense.
Da esso sono stati estratti due singoli, This Is the Stuff e Motion of Mercy, che hanno rispettivamente raggiunto le posizioni numero 3 e 22 della classifica di musica cristiana statunitense.

## Tracce
1. This Is the Stuff – 3:03
2. Constant – 3:14
3. You Never Are – 3:17
4. Angel By Your Side – 3:29
5. Motion of Mercy – 3:28
6. Emily (It's Love) – 3:19
7. Good to Know – 3:27
8. So Long – 2:57
9. Don't Miss It – 3:25
10. Worth It – 3:46
11. Hundred More Years – 3:42

Edizione deluxe
1. Hold Out for Love - 3:25
2. Something More - 3:25

## Classifiche
| Classifica (2011) | Posizione massima |
| ----------------- | ----------------- |
| Stati Uniti       | 16                |